# پرتو روشنایی
پرتو روشنایی (انگلیسی: The Ray of Light) یک نقاشی رنگ روغن بر روی بوم از نقاش رئالیست هلندی، یاکوب وان روئیزدال می‌باشد که کارهای او نمونه‌هایی است از نقاشی عصر طلایی هلند، این اثر هنری در حال حاضر در موزه لوور قرار دارد.
این نقاشی توسط هافستد د گروت در سال ۱۹۱۱ ثبت گردیده که بر دستنوشتهٔ آن نوشته؛ طلیعهٔ بامداد (آفتاب) بی‌درنگ، در توضیح اثر نوشته شده جادهٔ مورب در سراسر نما از پیش‌زمینه چپ و به فاصله مناسب آغاز گردیده، در سمت چپ مردی اسب‌سوار در ردای قرمز رنگ دیده می‌شود که یک گدا برای اعانه از او درخواست کمک می‌کند، در مرکز جاده یک پل سنگی دارای بیش از ۴ طاق مشهود است ..

## نگارخانه

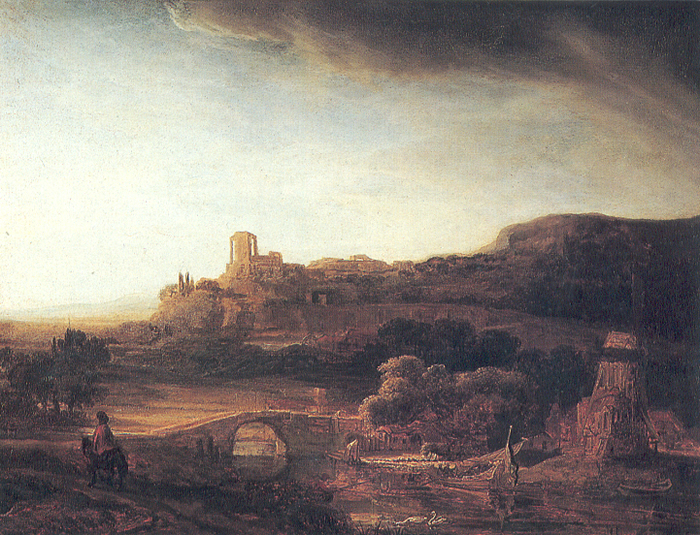
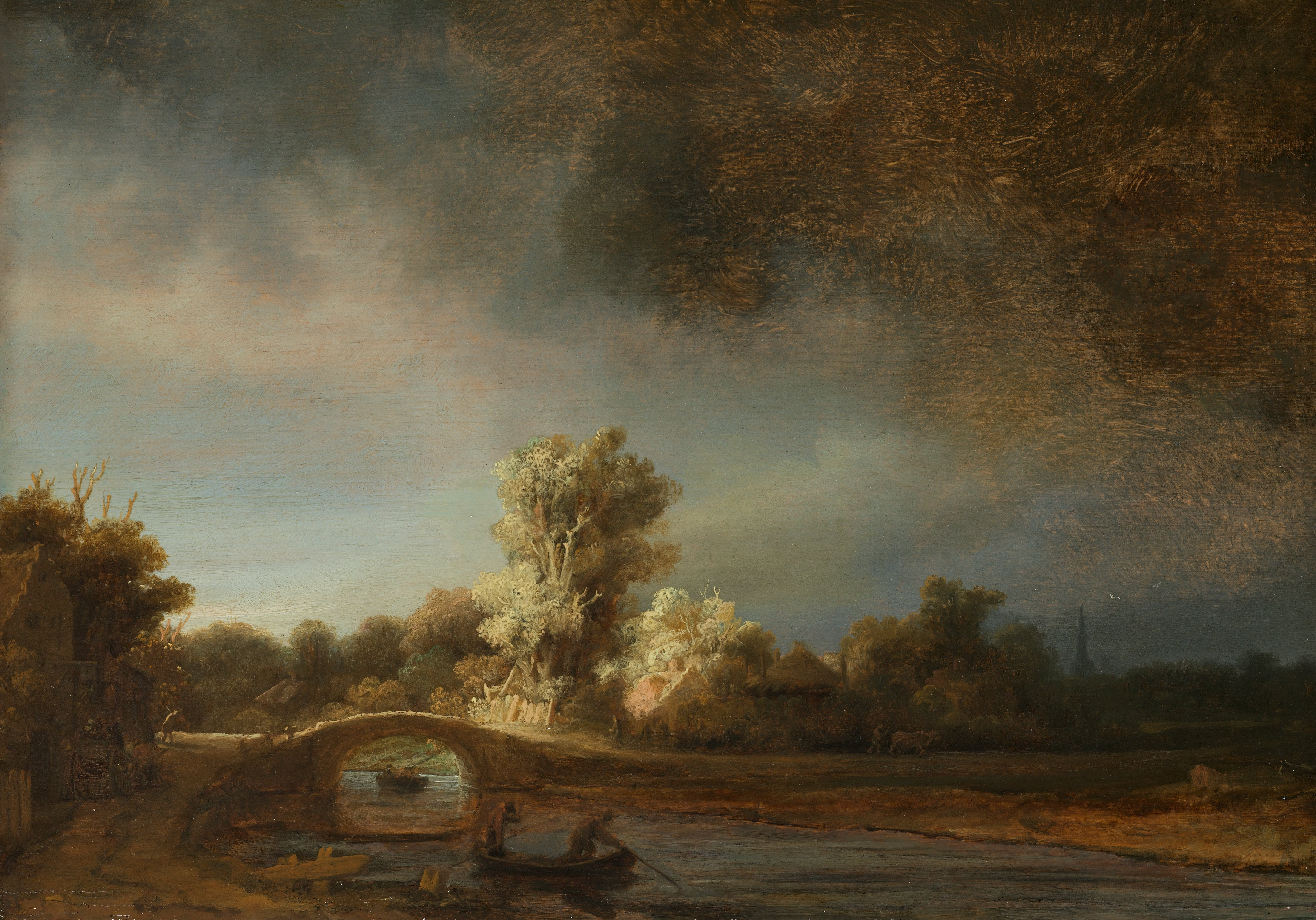
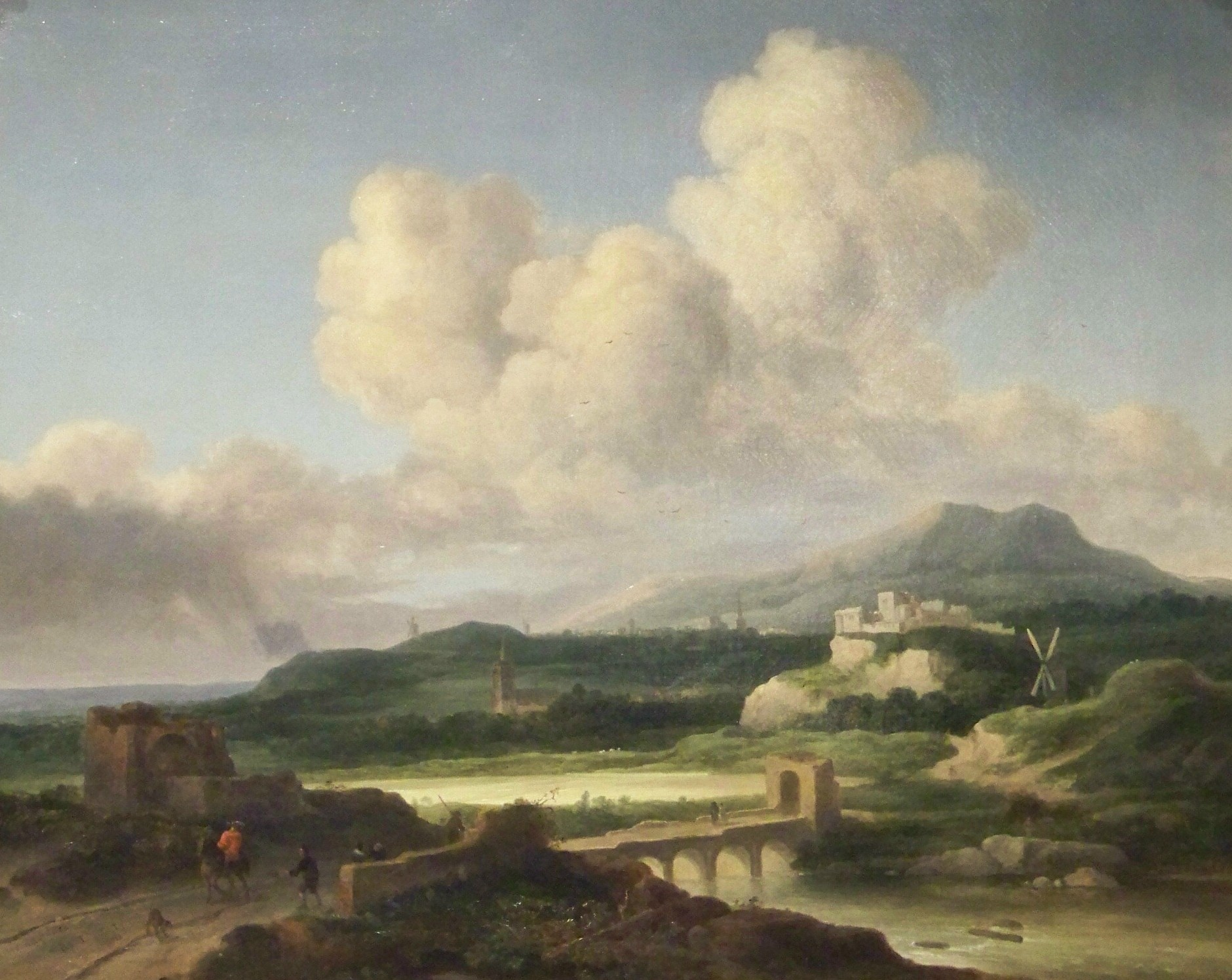